# Coincidentia oppositorum
Het in het Latijn uitgedrukte begrip Coincidentia oppositorum zou in het Nederlands vertaald kunnen worden met Het samenvallen van de tegendelen. Dit is een kernbegrip van de omschrijving van God van Nicolaas van Cusa (Cusanus). Hij noemt dit voor het eerst in 1440 in zijn publicatie De Docta Ignorantia (Over de wetende onwetendheid). 
Dit doet denken aan het diepe grondprincipe van Heraclitus, dat volgens Socrates alleen een duiker van Delos (een eiland van duikers, maar Delos betekent, vertaald in het Nederlands, ook 'duidelijk') kon begrijpen. Overigens lijkt Heraclitus het hier in eerste instantie te hebben over de natuur.
Nicolaas van Cusa en Heraclitus zien zo het tegendeel (de contraditie) als grond. Aristoteles verwerpt dit en ziet juist de non-contradictie als grond: Hij zegt dat A en -A niet beide tegelijk waar kunnen zijn.
Bij Nicolaas van Cusa verwijst dit begrip niet zozeer naar de dagelijkse fysieke dualiteit, zoals dag-nacht, warm-koud, enzovoorts, maar naar een hogere (Goddelijke) realiteit, waarin de tegenstellingen van het eindige in het oneindige samenvallen. Het is als het ware een vouwblad, wat naar believen in- en uitgevouwen kan worden. Of zoals het woord 'uit-eenzetten'. Dit 'uiteenzetten' geeft enerzijds aan dat veel uit één wordt gemaakt, maar anderzijds dat 'één' de oorsprong en verbindende schakel is. Nicolaas illustreert dit met een oneindige lange rechte lijn. Dit is niet alleen eenvoudig een rechte lijn, maar ook veelvoudig een 1. driehoek (met de grootste basis en de kleinste bijbehorende hoogte), 2.  cirkel en 3. bol (met een oneindig grote diameter).
Of daar zou een kwadratuur van de cirkel: een exacte berekening van de oppervlakte van de cirkel, met behulp van een oneindig lang doorgaande decimale ontwikkeling van het transcendente getal π, toch kunnen bestaan.
Zo heeft de coincidentia oppositorum bij Nicolaas van Cusa ook de mogelijkheid de veelheid van het eindige in het oneindige te verenigen in een eenheid. Dit is eenvoudiger, harmonieuzer. Bij Heraclitus lijkt dit minder duidelijk.

## Verschillende vormen van begripsvermogen
Nicolaas van Cusa maakt een onderscheid tussen twee verschillende vormen van denkvermogen. Hij onderscheidt intelligentie van rede. Onder intelligentie verstaat hij: Het vermogen waarmee de indrukken van zintuiglijke waarnemingen worden geordend, zodat  tussen hen onderscheiden kan worden. Zo kan door vergelijking worden vastgesteld of juist verworpen. Al het intelligente weten is zo relatief, omdat het op vergelijkingen berust. De intelligentie grenst iets af en definieert het daarmee. Zijn objecten worden daardoor gekenmerkt, dat ze iets meer of minder kunnen laten zien. Iets absoluuts of wat oneindig is, kan de intelligentie niet begrijpen. Want voor de intelligentie bestaat tussen het eindige en het oneindige geen verhouding meer. Hij faalt daar waar de vergelijkingservaring ontbreekt. Toch kan de mens het begrip van de oneindigheid ontwikkelen en geestelijk nader komen. Daartoe wordt hij door een bijzondere extra begripsmogelijkheid, de rede, in staat gesteld. Volgens Nicolaas’ overtuiging stijgt dat vermogen uit boven het ‘gewone’ verstand. 
Omdat de rede het denken van de intelligentie, door negatie of ontkenning, weer opnieuw ontkent, komt het tot het begrip van de oneindigheid of oneindige volheid/eenheid, die juist in de tegenstelling volledig  samenvallen (coincideren). Dit Coincidentiebegrip is als kennisbegrip voor de 'gewone' intelligentie ontoegankelijk. Het is daarom een paradox.

## Grotere context
Aristoteles formuleerde het principe van non-contradictie als het eerste en belangrijkste principe van onze (Westerse)  kennis. Het tweede principe was dat van De uitgesloten Derde; dit werd eerste helft 20e eeuw door de wiskundige Luitzen Egbertus Jan Brouwer verworpen, die echter wel aan het non-contradictieprincipe bleef vasthouden.
Een grote invloed werd uitgeoefend door de laat-antieke Neoplatonische Proclus. Deze wordt voor het eerst genoemd in 1442 in het geschrift De coniecturis van Nicolaas Cusanus. Direct geciteerd wordt Proclus voor het eerst in het geschrift De beryllo (1458). Later worden Proclus' commentaar op Plato's Parmenides als ook vanaf 1462 zijn Theologia Platonis en los ook de Elementatio theologica gebruikt.
Een tegenstander van het Coincidentiaprincipe was de theoloog Johannes Wenck, een tijdgenoot van Nicolaas. Hij meende dat deze opvatting tot pantheïsme voerde, omdat ze ontologisch God en Wereld liet samenvallen en daarmee het onderscheid tussen beiden ophief. Hij vond dit ketterij. Cusanes verzette zich daartegen.
Nicolaas van Cusa schrijft ook over zijn tijdgenoot, de schilder Rogier van der Weyden: Een persoon die naar een schilderij kijkt heeft maar 1 perspectief, een ander zal een ander gezichtspunt hebben. Maar het schilderij verenigt als het ware al die perspectieven, zoals God alle verschillende perspectieven van de mens verenigt. 
Hij hoort tot de speculatieve theologen van de Late Middeleeuwen, waarop Meester Eckhart een wezenlijke invloed heeft gehad. Hij gebruikte alleen de geschriften van Eckhart in het Latijn, niet de Duitse Preken. Omdat Eckhart wegens ketterij werd veroordeeld, werd zijn naam bij citaten vaak niet genoemd. Zo ook bij Cusanus. Slechts in twee van zijn geschriften werd met naam en toenaam naar Eckhart verwezen: in een Latijnse preek en in de Apologia doctae ignorantiae. In de Apologia verdedigde hij Eckhart en zich tegen het Pantheïsme verwijt van Johannes Wencks. Hij schreef dat Eckhart wel rechtgelovig was geweest, maar dat zijn uitingen makkelijk misverstaan konden worden; daarom was zijn werk voor de gewone man/vrouw niet geschikt.
Giordano Bruno, een bewonderaar van Cusanus, voerde het coincidentiabegrip in pantheïstische betekenis verder. In 1600 werd hij hiervoor in Rome levend verbrand.
Benedictus de Spinoza muntte het begrip sub specie aeternitatis, ‘in het licht der eeuwigheid’. Dit komt wellicht overeen met het perspectief dat Cusanus schetste vanuit het gezichtspunt van de rede.
Immanuel Kant verwierp verregaand de mogelijkheid van metafysische kennis in zijn Kritik der reinen Vernunft, waarin hij het menselijk individu vooral terugbracht tot zijn lichaam en de daarbij behorende vijf zintuigen, en nam het principe van non-contradictie aan om uitspraken te verwerpen. 
Hegel noemt de naam van Nicolaas van Cusa niet. Zijn begrip van de verhouding van het Absolute Idee tot de wereld (met natuur en geschiedenis) is echter door het Coincidentiaconcept beïnvloedt.
In de wiskunde wordt oneindig gezien als groter dan ieder eindig benoembaar getal. Op die manier lijkt het oneindige een verbinding met de tijd te maken. Dit zou ook op een begrip van het oneindige door middel van onderscheiding en intelligentie kunnen duiden. Ortega y Gasset onderscheidt een atemporele vorm die oneindig is en een temporele (tijdelijke) vorm die eindig is. De atemporele vorm is bij hem kwalitatief anders, niet tijdelijk, dan de temporele of tijdelijke vorm, ofwel waarheden zijn atemporeel. Bij Ortega y Gasset zou de aanvullende faculteit van de rede boven de intelligentie daarom nodig zijn.
De zeer invloedrijke 20e-eeuwse econoom John Maynard Keynes zegt, zoals misschien velen in de 20e eeuw denken: 'In the long run we are all dead' (Nederlands: 'Op de lange termijn zijn we allemaal dood'). Zijn identificatie met de werkelijkheid lijkt eerder door Immanuël Kant (eigen lichaam + vijf zintuigen) te zijn ingegeven dan door bijvoorbeeld het 'sub specie aeternitatis' van Spinoza. Of, in de woorden van Nicolaas van Cusa, lijkt zijn perspectief eerder uit de intelligentie (korte termijn) dan uit de rede (lange termijn) te komen.

## Conclusie
Het principe van non-contradictie van Aristoteles hangt samen met het begrip intelligentie van Cusanus. Waar intelligentie overgaat in rede bij Cusanus, daar lost het principe van non-contradictie als het ware op. 